# سجونگ (کره جنوبی)
سجونگ (به کره‌ای: 세종)، یک منطقهٔ مسکونی در کره جنوبی است که در کره جنوبی واقع شده‌است. سه‌جونگ ۴۶۵٫۲۳ کیلومتر مربع مساحت و ۲۳۰٬۳۲۷ نفر جمعیت دارد.